# Rifugio degli Angeli al Morion
Das Rifugio degli Angeli al Morion (ital.) oder Refuge des Anges au Morion (frz.) ist eine Schutzhütte im Aostatal in den Grajischen Alpen in Italien. Sie liegt in einer Höhe von 2916 m innerhalb der Gemeinde Valgrisenche. Die Hütte wird von Mitte Juni bis Mitte September bewirtschaftet und bietet in dieser Zeit 52 Bergsteigern Schlafplätze.
Die Schutzhütte befindet sich in der Nähe des Morion-Gletschers, der seinen Ursprung an der Testa del Rutor (frz. Tête du Rutor) hat. Die Lage der Hütte bietet einen Ausblick auf die Aiguille de la Grande Sassière, den Gran Paradiso (frz. Grand Paradis), einen Teil der Monte-Rosa-Gruppe, das Matterhorn sowie auf den Grand Combin.

## Anstieg
Der kürzeste Weg zur Hütte beginnt in Bonne oberhalb der Staumauer des Beauregard Stausees auf einer Höhe von 1810 m. Von dort führt der Weg zunächst zur Arp Vieille (2200 m), um dann über das ehemalige Militärgelände Capitano Crova (2430 m) und die Ebene Plan du Brei zur Hütte zu gelangen.
Für den gesamten Weg von der Staumauer bis zur Schutzhütte sind rund 3½ Stunden zu veranschlagen.

## Geschichte
Der Bau einer ersten Schutzhütte unter dem Namen Cléa Scavarda erfolgte bereits im Jahr 1884. Dieser Bau wurde jedoch 1990 ein Opfer der Flammen. Die Wiederaufbauarbeiten erfolgte ab 2003 durch Freiwillige des Hilfsprojekts Operation Mato Grosso. Die Hütte wurde im Jahr 2005 eingeweiht und wird seither von den Freiwilligen betrieben. Die Netto-Einnahmen fließen in Projekte in Mato Grosso.

## Tourenmöglichkeiten
Von der Schutzhütte können Ausflüge zum Morion-Gletscher sowie zum Bergsee Lac de Saint-Grat (2462 m) unternommen werden.

### Übergänge
- Übergang zur Deffeyes-Schutzhütte – 2494 m.

### Gipfeltouren
Folgende Gipfel können von der Hütte erreicht werden:
- Testa del Rutor – 3486 m
- Becca du Lac – 3396 m